# HMS H21
HMS H21 – brytyjski okręt podwodny typu H. Zbudowany w roku 1917 w stoczni Vickers w Barrow-in-Furness, gdzie okręt został wodowany 20 października 1917 roku. Do służby w Royal Navy został przyjęty 28 stycznia 1918 roku.
HMS H21 był pierwszym z serii okrętów typu H ze zmienioną konstrukcją. Po internowaniu części okrętów budowanych na zlecenie w Stanach Zjednoczonych zapadła decyzja o przeniesieniu produkcji do Wielkiej Brytanii. Od początku 1917 roku do końca 1920 roku w stoczniach Vickers, Cammell Laird, Armstrong Whitworth, Beardmore oraz HM Dockyard wybudowano 23 okręty tej klasy.
W listopadzie 1918 roku okręt należał do Ósmej Flotylli Okrętów Podwodnych (8th Submarine Flotilla) stacjonującej w Yarmouth
13 lipca 1927 roku H21 został sprzedany firmie Cashmore z Newport.